# Marteinsson
Marteinsson ist ein isländischer Name.

## Herkunft und Bedeutung
Marteinsson ist ein Patronym und bedeutet Sohn des Marteinn. Die weibliche Entsprechung ist Marteinsdóttir (Tochter des Marteinn). 

## Namensträger
- Andri Marteinsson (* 1965), isländischer Fußballspieler
- Pétur Marteinsson (* 1973), isländischer Fußballspieler